# Dautzschen
Dautzschen ist ein Ortsteil von Beilrode im nördlichen Landkreis Nordsachsen, nahe dem Dreiländereck mit Brandenburg und Sachsen-Anhalt.

## Geschichte
Dautzschen wurde im Jahr 1242 urkundlich erstmals erwähnt. Der Ortsname wandelte sich im Laufe der Geschichte von Doutzin über Dawtzschen zu Dautzschen.
Durch größere Feuer 1579 und 1598 wurde der Ort mehrfach in Mitleidenschaft gezogen. Im Dreißigjährigen Krieg wurde die Kirche zerstört. Am 16. Oktober 1754 entstand im Dorf abermals ein Feuer, bei dem mehrere Häuser zerstört wurden.
Der Ort gehörte bis 1815 zum sächsischen Amt Schweinitz und gelangte danach an die preußische Provinz Sachsen. 1974 wurde die bis dahin selbständige Gemeinde nach Großtreben eingemeindet, wurde 1994 Ortsteil von Großtreben-Zwethau und zum 1. Januar 2011 von Beilrode.

## Kultur und Sehenswürdigkeiten
- Die Dorfkirche Dautzschen ist eine romanische Saalkirche aus der zweiten Hälfte des 12. Jahrhunderts, die Ende des 15. Jahrhunderts umgebaut wurde. Im Dreißigjährigen Krieg schwer beschädigt erfolgte im 17. Jahrhundert der Wiederaufbau. Um 1777 wurde das Turmobergeschoss mit einer Turmhaube und Laterne versehen.
- vier Windmühlen zwischen Dautzschen und Großtreben